# Pantaleón Boné
Pantaleón Boné (Candasnos, Osca - Alacant, 8 de març de 1844) fou un militar aragonès del segle xix. Fou cap militar i president de la Junta Superior de Govern de la província d'Alacant que es va formar durant l'anomenada rebel·lió de Boné.
Va lluitar amb el bàndol carlí durant la Primera Guerra Carlina, però el 1837 es passà al bàndol liberal i entrà a formar part de les tropes del general Marcelino de Oraá que lluitaven contra els seus antics companys a Aragó, raó per la qual fou condecorat posteriorment. El 1841 fou nomenat comandant de carrabiners de la província de Granada. El 1843 participà activament en el pronunciament que va posar fi a la regència de Baldomero Espartero i fou nomenat governador militar de Daroca.
Tanmateix, pel gener de 1844 participà en la revolta d'Alacant en defensa dels 89 principis democràtics i de l'autonomia municipal, amenaçada pel nou govern de Luis González Bravo. Després de fer-se fort uns mesos al castell de Santa Bàrbara fou derrotat i fou afusellat juntament amb 23 dels seus soldats.